# Civilization IV: Colonization
Civilization IV: Colonization est une reprise du jeu pour PC Colonization (1994) de Sid Meier, utilisant le moteur de Civilization IV issu de la série Civilization. Il s'agit d'une extension standalone de Civilization IV. Cela signifie qu'il n'est pas nécessaire de posséder les versions précédentes pour pouvoir jouer à Colonization.
Dans cet opus, les joueurs dirigent des colons provenant de l'une des quatre nations européennes : Espagne, Angleterre, France et Pays-Bas, qui s'efforcent de conquérir le Nouveau Monde entre 1492 et 1792. Le but du jeu est d'installer des colonies et entraîner une armée, puis déclarer l'indépendance, et enfin vaincre les forces envoyées par la mère-patrie pour écraser la rébellion.
Ce jeu sort le 26 septembre 2008 en France.

## Système de jeu
Afin de fonder et de faire croître leurs villes, les joueurs doivent composer avec plusieurs populations différentes : les Amérindiens, les pionniers venant de la mère-patrie, et les pionniers venant des autres nations de l'Ancien Monde. Les joueurs peuvent aussi recruter des pères fondateurs pour se joindre à leur cause : chacun bénéficie de bonus spéciaux qui aident le joueur tout du long du jeu. Les joueurs influencent l'avancée de ses colonies par des choix en matière de diplomatie, recrutement et gestion de la ville. Les colons supplémentaires peuvent provenir aussi bien d'Europe que de l'accroissement de la population.
Commerce et économie font leur apparition une fois que le joueur fabrique des biens manufacturés et les vend en Europe ou les échange avec les Amérindiens contre de l'or ou d'autres biens. Les artisans expérimentés peuvent transformer les matières premières (ressources dans le jeu) en biens manufacturés (cf. tableau ci-dessous), afin de les vendre ou d'en faire du troc. L'argent peut être directement échangé après avoir été extrait, les minerais peuvent être exploités pour être transformés en outils (puis en armes). Les artisans expérimentés produisent deux fois plus que des ouvriers, et des bâtiments spécialisés permettent également d'augmenter la production totale.
| Colonie             | Dirigeants                               | Capitale           |
| Nouvelle-Angleterre | John Adams, George Washington            | Jamestown          |
| Nouvelle-France     | Samuel de Champlain, Louis de Frontenac  | Québec             |
| Nouvelle-Néerlande  | Adriaen van der Donck, Pieter Stuyvesant | Nouvelle-Amsterdam |
| Nouvelle-Espagne    | Simón Bolívar, José de San Martín        | Isabella           |

| Bien manufacturé | Ressource     | Producteur        | Ouvrier               | Bâtiment            | Terrain           |
| Cigares          | Tabac         | Planteur de tabac | Marchand de tabac     | Usine de cigares    | Prairie           |
| Tissu            | Coton         | Planteur de coton | Tisserand             | Atelier de tissage  | Plaine            |
| Manteaux         | Fourrure      | Trappeur          | Marchand de fourrures | Atelier du fourreur | Forêt/Forêt mixte |
| Rhum             | Canne à sucre | Planteur de canne | Distillateur          | Distillerie de rhum | Savane            |

Selon la nation choisie par le joueur au début du jeu, l'évolution des colonies sera différente. Les Anglais profitent de bonus en matière d'immigration, les Néerlandais en matière de commerce, les Français en matière de diplomatie ce qui les conduit à des relations plus favorables avec les Amérindiens, et Espagnols en matière de conquête de nouveaux territoire grâce à l'unité conquistador.
En plus d'un mode solo, ce nouveau jeu possède également un mode multijoueurs.

## Changements depuisSid Meier's Colonization
En plus d'un nouveau moteur graphique et d'un mode multijoueurs, Civilization IV: Colonization possède de nombreuses nouvelles fonctionnalités. Au démarrage du jeu, un joueur choisit une nation européenne, et a le choix entre deux gouverneurs, chacun possédant différentes caractéristiques. De plus, il existe des frontières culturelles qui sont un concept provenant de Civilization IV : les unités rivales ne peuvent pénétrer sur le territoire national, à moins d'un accord de libre passage, ou d'une déclaration de guerre.
Contrairement au jeu originel, les nations ne peuvent pas recruter les mêmes pères fondateurs. Chacun d'eux ne peut être recruté que par un seul et unique couple nation/joueur. Les pères fondateurs ne rejoindront d'ailleurs une nation que selon des critères précis, c'est-à-dire un nombre de "points" obtenus dans la politique, le militaire, l'exploration, la religion et le commerce.
Après avoir déclaré l'indépendance, les joueurs ébauchent une constitution qui va déterminer le style de gouvernement de leur nouvelle nation. Par exemple un système de monarchie permettra de continuer à commercer avec l'Europe durant la guerre d'indépendance.
Désormais ce sont les citoyens non expérimentés qui sont placés dans des écoles ou des universités pour leur apprentissage, plutôt qu'un pionnier expérimenté qui était lui placé dans ces bâtiments pour enseigner.
Les colonies ont maintenant des files d'attente. Si des outils requis pour achever une amélioration ne sont pas présents, c'est le prochain bâtiment dans la file qui commencera. Une fois les outils requis disponibles, le bâtiment en attente pourra être achevé sans effet sur la construction en cours.
Des galions peuvent désormais transporter jusqu'à six trésors dans leur soute. Dans le jeu d'origine, un seul trésor occupait les six places disponibles de la soute.
Les pionniers ont besoin de 50 outils et non 100 pour travailler. De plus ils ne consomment plus leurs outils quand ils fabriquent des améliorations. Ces améliorations (champs, route, mine etc.) coutent de l'or.
Le roi, en plus d'augmenter les taxes comme dans le jeu original, réclame des sommes d'or de temps en temps.
Quand une unité perd un combat, elle meurt directement.
La durée du jeu est limitée à 300 tours.

## Moteur
Ce jeu fonctionne avec une version améliorée du moteur de Civilization IV. Colonization nécessite des cartes vidéos supportant pixel shader 1.1.

## Accueil
| Civilization IV: Colonization |      |       |
| Média                         | Pays | Notes |
| Eurogamer                     | GB   | 8/10  |
| GameSpot                      | US   | 80 %  |
| IGN                           | US   | 87 %  |
| Jeuxvideo.com                 | FR   | 14/20 |
| Compilations de notes         |      |       |
| Metacritic                    | US   | 83 %  |
| GameRankings                  | US   | 80 %  |

L'absence du Portugal, qui a fondé le Brésil, a souvent été notée.
Cependant, l'arrivée de "mods" ont permis (entre autres points) de remédier à cette absence.

## Configuration recommandée
- Système d'exploitation : Windows 2000/XP/Vista
- Processeur : Intel Pentium 4 1,8 GHz ou processeur AMD Athlon ou équivalent
- Mémoire : 512 Mo
- Carte graphique : Carte graphique 128 Mo compatible DirectX 9 (pixel & vertex shaders)
- Carte Son : Compatible DirectX 9.0c
- DirectX : Version DirectX de Sid Meier's Civilization 4: Colonization
- Lecteur de CD-ROM : 4X
- Disque dur : 1,7 Go

## Mises à jour
Le patch 1.01f, absolument nécessaire, mis en ligne en mars 2009 corrige beaucoup de bugs et le fonctionnement de l'IA.
Remarque :
Le patch est obligatoirement requis pour lancer une partie en multijoueurs.
Les "mods" ne pourront fonctionner qu'à la suite de cette mise à jour.
En partie solo le patch n'est pas indispensable.
Patch disponible sur le site officiel.

## Mods
- Dawn of a New Era :

Pour les passionnés de Colonization : DoaNE est disponible ! Ce mod a pour but de rendre le jeu plus attrayant et plus riche par l'ajout de bâtiments, d'unités, de professions, et des concepts plus évolués.
Les parties seront plus mouvementées ! L'IA a été revue sérieusement & beaucoup de modifications apportées.
Venez découvrir DoaNE
- Age of Discovery II:

L'un des premiers mods pour Civilization IV Colonization. Ce mod nous propose de nouvelles nations jouables (dont le Portugal). Dale le créateur de ce mod nous propose une vidéo d'introduction absolument époustouflante. Découvrez le ici!
- The Authentic Colonization (TAC):

Venez découvrir l'immense mod proposé par nos amis d'outre-Rhin. Ce mod propose une multitude d'améliorations et corrige surtout la totalité des erreurs non-corrigées par le patch 1.01f. TAC sur le site de Civfanatics!
- Religion and Revolution (R&R):

Mod issu d'une coopération internationale entre moddeurs passionnés. Cette modification géante tente d'apporter une nouvelle dimension au jeu Colonization.
R&R sur le site de Civfanatics!
- We the People:

Projet basé sur R&R, toujours en évolution. En savoir plus ici